# Leone I d'Armenia
Leone I d'Armenia (in armeno Լեիոն Ա?, Levon I; ... – 14 febbraio 1140), fu principe della Cilicia Armena dal 1129 al 1140.

## Biografia

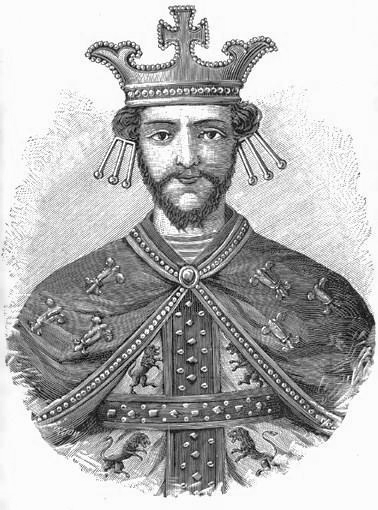
Ritratto di Leone I

Come i suoi predecessori, Leone cercò di espandere i confini del proprio regno, verso il litorale del Mediterraneo. Catturò così la città di Corico nel 1130 e nel 1132 conquistò Tarso, Adana e Mamistra. 
Queste conquiste però lo portarono in conflitto con i regni crociati, particolarmente nel 1135 quando prese d'assalto Saravantikar, contro l'opposizione del principe di Antiochia, Raimondo di Poitiers. 
Costui infatti desiderava annettere la città conquistata da Leone e nel 1136 catturò il sovrano armeno accusandolo di tradimento e chiedendo un riscatto per la sua liberazione di 60.000 pezzi d'oro, oltre alla promessa di aiuto da parte dell'imperatore bizantino Giovanni II Comneno e la resa delle città di Adana e Mamistra. 
Gli succedette il figlio Thoros II.

### Matrimoni e discendenza

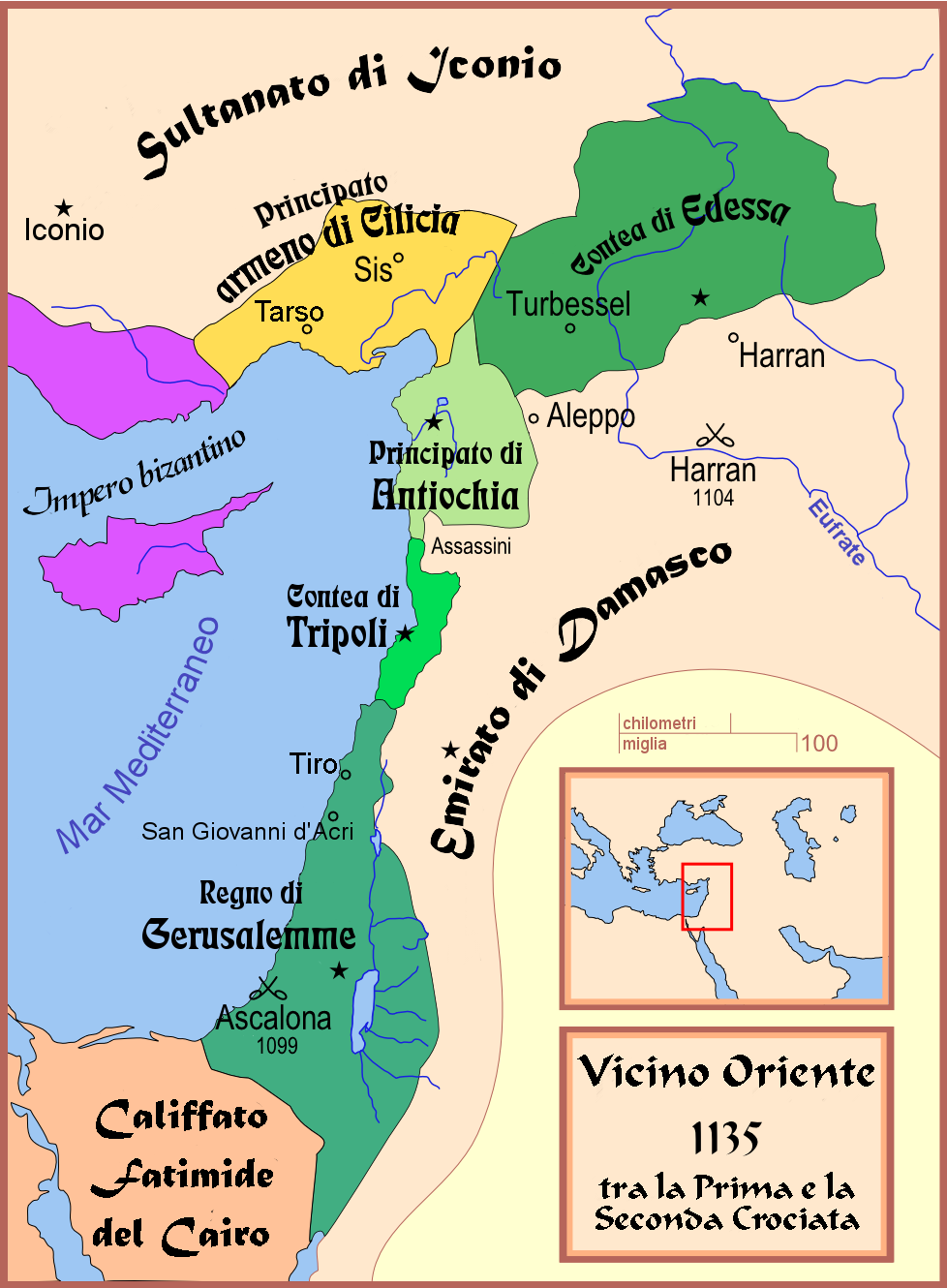
La Cilicia armena e gli Stati crociati (in toni di verde) nel 1135.

Ebbe quattro figli dalla sua prima moglie, Beatrice di Rethel:
- una figlia, sposò Vasil Dgha;
- Costantino (ante 1109 – ante 1144, Edessa);
- Stefano (ante 1110 – 1165);
- Mleh (ante 1120 – 1175).

Dalla sua seconda moglie, sconosciuta ma probabilmente armena:
- una figlia, madre del Reggente Tommaso (titolare 1168 – 1169);
- una figlia, sposò Giovanni Tzelepes Comneno;
- Thoros II;
- Ruben (post 1120 – 1141, Costantinopoli) assassinato in cattività;
- una figlia, madre di Folco di Buglione, Signore di Bagras.